# Partido por la Democracia y el Progreso / Partido Socialista
El Partido por la Democracia y el Progreso/Partido Socialista (PDP/PS) (en francés:Parti pour la Démocratie et le Progrès/Parti Socialiste) es un partido político de Burkina Faso, de tendencia socialista, y afiliado a la Internacional Socialista.
Fue fundado en 2001, de la fusión del Partido para la Democracia y el Progreso con el Partido Socialista de Burkina Faso.
En las elecciones legislativas del 5 de mayo de 2002, el partido obtuvo el 7.5% de los votos y 10 escaños de 110 en el Parlamento. En las elecciones presidenciales de 2005, el candidato del partido, Ali Lankoandé, obtuvo 1.74% del voto popular.
En las elecciones legislativas del 2007, el partido obtuvo 2 escaños.
- Datos: Q952908